# طبقة الصوت المثالية
طبقة الصوت المثالية (بالإنجليزية: Pitch Perfect)‏ هو فيلم كوميدي أُصدر في الولايات المتحدة سنة 2012. الفيلم من إخراج جيسون مور.

## القصة
مع وصول الطالبة بيكا إلى جامعتها تحاول التأقلم مع الحياة هناك وتكوين صدقات جديدة؛ وتكون جنبا إلى جنب معهم بالرغم من الحياة الغربية والتفكير الأغرب هناك... تستطيع بيكا تأسيس فرقة غنائية برفقة صديقاتها اللاتي يحاولن الوصول إلى القمة في منافسة شديدة بالجامعة، وتسعى إلى مساعدتهن لتحقيق الفوز.

## الممثلون والشخصيات
- أنا كندريك (بدور: بيكا)
- سكايلر أستين (بدور: جيس)
- ريبيل ويلسون (بدور: إيمي البدينة)
- إستر دين
- إليزابيث بانكس (بدور: جيل)
- كريستوفر مينتز-بلاز (بدور: تومي)
- آنا كامب

## الميزانية والإيرادات
بلغت تكلفة إنتاج الفيلم حوالي 17 مليون دولار بينما حقق أرباحاً تقدر بـ 113,042,075 دولار.

## وصلات خارجية
- الموقع الرسمي
- طبقة الصوت المثالية على موقع IMDb (الإنجليزية)
- طبقة الصوت المثالية على موقع ميتاكريتيك (الإنجليزية)
- طبقة الصوت المثالية على موقع روتن توميتوز (الإنجليزية)
- طبقة الصوت المثالية على موقع نتفليكس (الإنجليزية)
- طبقة الصوت المثالية على موقع قاعدة بيانات الأفلام العربية
- طبقة الصوت المثالية على موقع ألو سيني (الفرنسية)
- طبقة الصوت المثالية على موقع Turner Classic Movies (الإنجليزية)
- طبقة الصوت المثالية على موقع أول موفي (الإنجليزية)
- طبقة الصوت المثالية على موقع بوكس أوفيس موجو (الإنجليزية)
- طبقة الصوت المثالية على موقع فيلمافينيتي (الإسبانية)